# Cathédrale d'Orihuela
La cathédrale du Sauveur-et-de-Sainte-Marie est une cathédrale catholique située dans la ville d'Orihuela dans la communauté valencienne en Espagne. Elle est le siège du diocèse d'Orihuela-Alicante.
Elle a été construite sur les fondations d'une ancienne mosquée comme une simple église paroissiale. Elle est devenue l'église principale de la ville sur ordre de Alphonse X de Castille en 1281.
En 1413, le pape Benoît XIII l'éleva au rang de collégiale avant de devenir une cathédrale en 1510. Son style de construction est gothique valencien.

## Histoire
Cette ancienne église paroissiale a été consacrée cathédrale en 1510. L'édifice, majoritairement gothique au XIVe siècle, a connu d'importantes modifications au XVIe siècle. On peut admirer au nord un très beau portail Renaissance sur le thème de l'Annonciation, et, vers la calle Ramon y Cajàl, un portail gothique dont les archivoltes sont ornées de sculptures représentant des chanteurs et des musiciens en costumes d'époque.

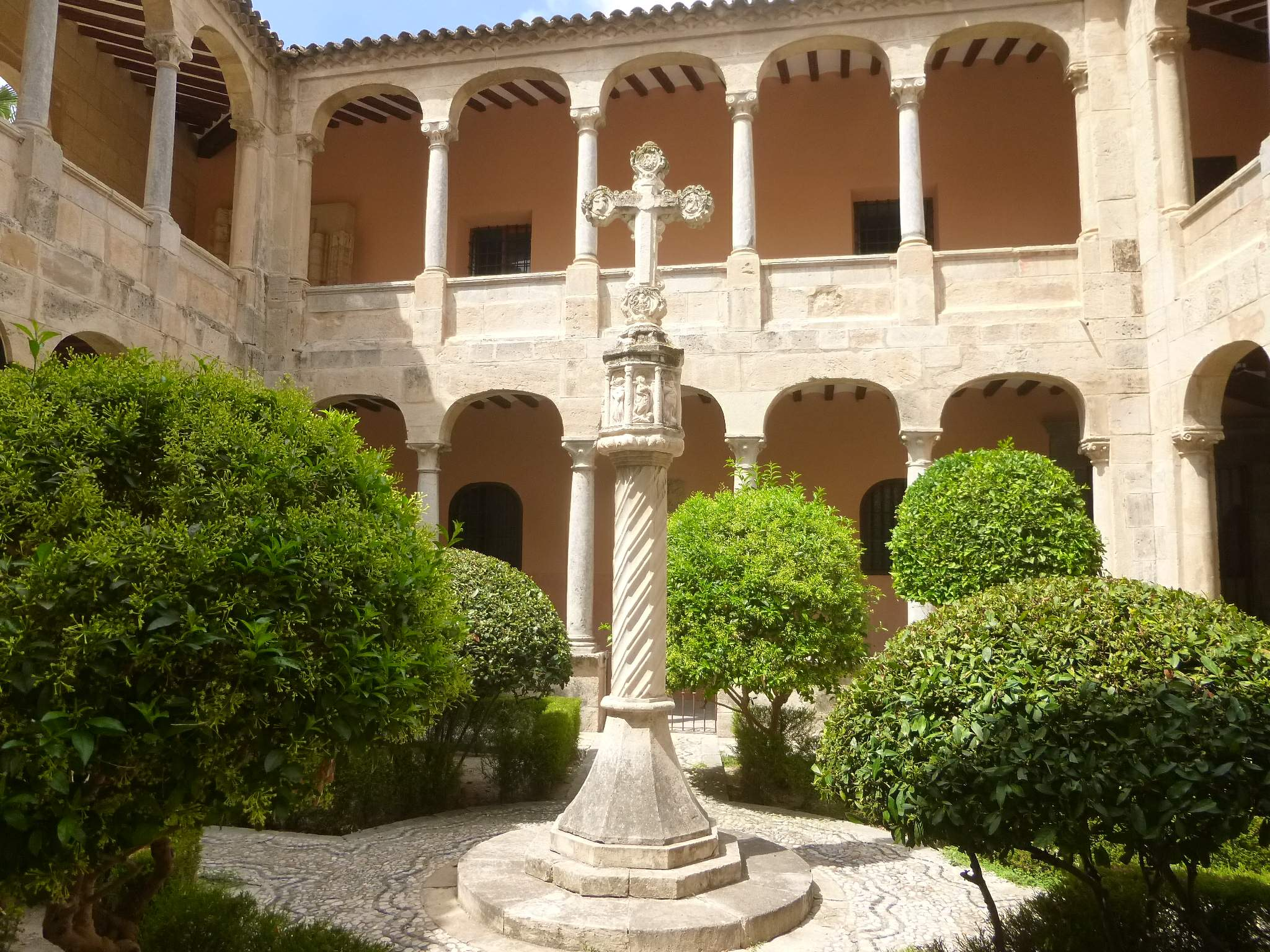
Le cloître.

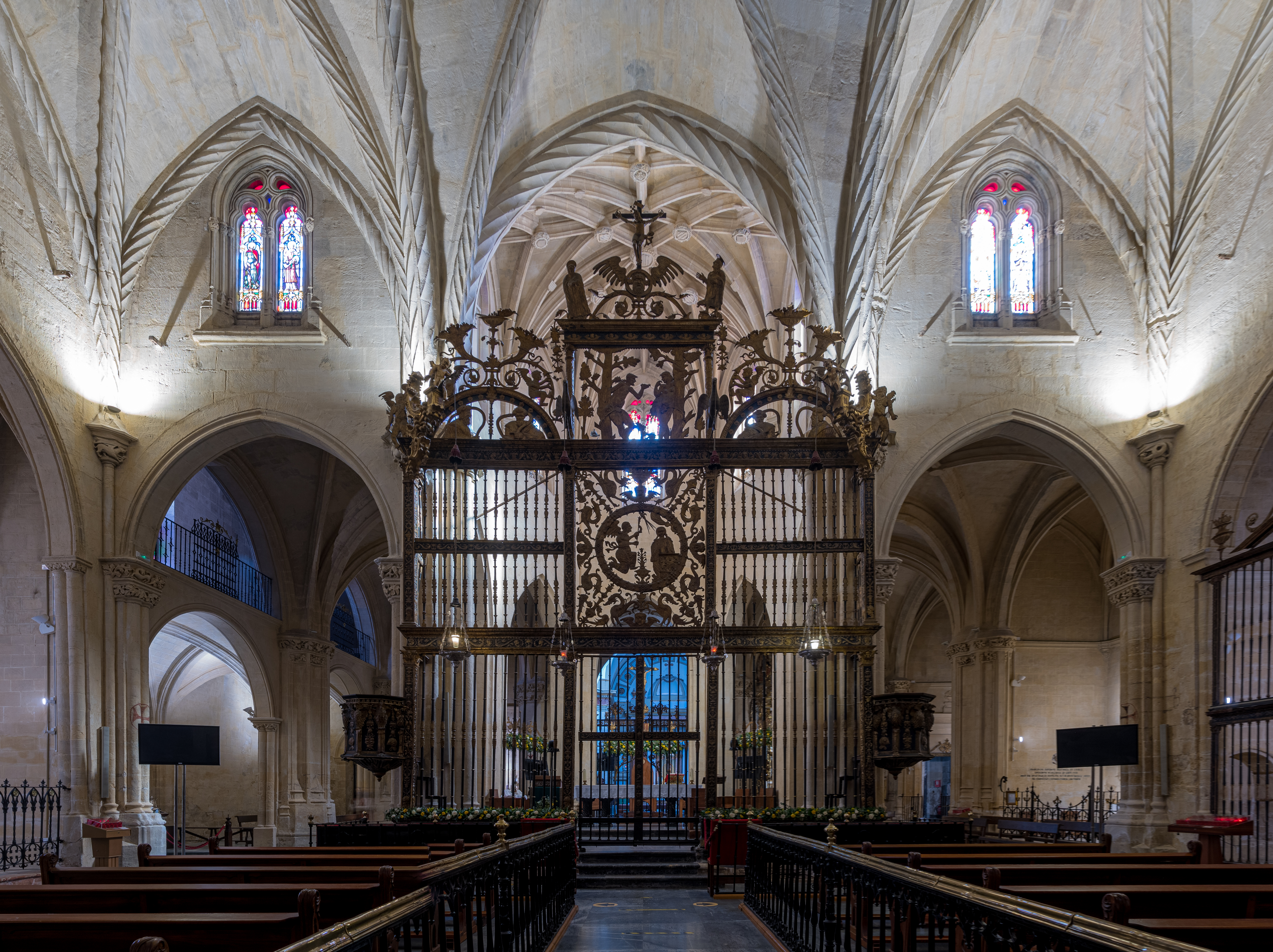
Le maître-autel.

En pénétrant dans le sanctuaire par le chevet, il faut traverser un très beau cloître du XIVe siècle, provenant du couvent de la Merced d'Orihuela, qui a été installé près du chevet de la cathédrale en 1942.
À l'intérieur de la cathédrale, certaines voûtes portent de curieuses nervures hélicoïdales du style gothique levantin. Au centre de la nef principale, le chœur conserve de magnifiques stalles sculptées, de style baroque. Le chœur est fermé par de belles grilles en fer forgé, portant au sommet l'écu impérial de Charles Quint. Près du chœur, en hauteur, est installé sur une tribune un très bel orgue construit en 1770 par Matias Salanova et Martin Usarralde, comportant 34 jeux répartis sur 2 claviers et un petit pédalier.[réf. souhaitée]

## Architecture
Son style de construction est gothique valencien.

## Source
- (en) Cet article est partiellement ou en totalité issu de l’article de Wikipédia en anglais intitulé « Orihuela Cathedral » (voir la liste des auteurs).